# Miathyria
Genre
Miathyria est un genre d'insectes de la famille des Libellulidae appartenant au sous-ordre des anisoptères dans l'ordre des odonates. Il comprend deux espèces néotropicales.

## Espèces du genreMiathyria
- Miathyria marcella (Selys in Sagra, 1857)
- Miathyria simplex (Rambur, 1842)